# Oscar Point
Oscar Point är en udde i Antarktis. Den ligger i Östantarktis. Nya Zeeland gör anspråk på området.
Terrängen inåt land är kuperad åt nordväst, men åt nordost är den platt. Havet är nära Oscar Point söderut. Trakten är obefolkad. Det finns inga samhällen i närheten.